# Anders Gullström
Anders Gullström, född 22 januari 1797 i Lidköpings församling, Skaraborgs län, död 25 maj 1870 i Filipstads församling, Värmlands län, var en svensk handlande och politiker.

## Biografi
Anders Gullström föddes 1797 i Lidköping. Han var riksdagsledamot för borgarståndet i Bergsbrukens tredje valdistrikt vid riksdagen 1847–1848. Gullström avled 1870 i Filipstad.